# Arbeiterkolonie Nordhof
Die Arbeiterkolonie Nordhof war eine frühe Arbeitersiedlung in Essen, die durch die Firma Krupp 1871 für ihre Arbeiter errichtet wurde.

## Geschichte
Anfang der 1860er Jahre sah sich Alfred Krupp genötigt, für seine stetig steigende Zahl von Arbeitern seiner rasch expandierenden Gussstahlfabrik, auf dem Gelände des heutigen Krupp-Gürtels, selbst Wohnraum zu schaffen. Eine sich zuspitzende Wohnungsnot in Essen resultierte aus Zuwanderungen von Arbeitskräften für die kruppsche Industrie, aber auch den aufstrebenden Bergbau in der Region. Daraufhin richtete Alfred Krupp ein firmeninternes Baubüro unter der Leitung des Regierungsbaumeisters Gustav Kraemer ein. Nach Errichtung zweier so genannter Meisterhäuser in den Jahren 1861/1862 und der Arbeiterkolonie Alt-Westend 1863 ließ Krupp 1871 auch die Arbeiterkolonie Nordhof nordöstlich angrenzend an die Gussstahlfabrik errichten.
Alfred Krupp ließ bis 1874 die Arbeiterkolonien Schederhof, Baumhof und Kronenberg folgen. Nach 1874 wurde der kruppsche Wohnungsbau wegen einsetzender Rezession und unter anderem daraus resultierendem Beinahe-Bankrott der Firma Krupp eingestellt. Nach dem Tode von Alfred Krupp 1887 griff sein Sohn Friedrich Alfred Krupp mit dem Leiter des kruppschen Baubüros, Robert Schmohl, den Wohnungsbau wieder auf, der mit den Siedlungen Alfredshof und Altenhof ab 1891 in neuer Form ganz neue Ausmaße annahm.

## Die Kolonie Nordhof
Die Bauarbeiten auf dem 1,5 Hektar großen, und von der Fabrik durch einen Eisenbahndamm getrennten Gelände begannen im Frühjahr 1871. Bereits im Winter 1871/1872, nach etwa sieben Monaten Bauzeit, war die Kolonie bezugsfertig. L-förmig als Blockrandbebauung wurden insgesamt elf in Sichtfachwerk errichtete Häuserblocks mit zusammen 162 Wohnungen angeordnet. So entstand eine räumliche Einheit um einen Hof mit diversen Gemeinschaftseinrichtungen. Noch deutlicher als in der Kolonie Westend ist hier die Architektur durch schnelle und billige Lösungen geprägt, da der Firma Krupp durch Knappheit von Wohnraum in Essen Arbeitskräfte wieder abwanderten. Das Fachwerk war von außen einheitlich mit Brettern verschalt. Durch die geographische Lage im Nordosten des großen Fabrikgeländes war die Luftbelastung durch die hier überwiegenden Westwinde sehr hoch.
In neun der elf zweigeschossigen Wohnblocks waren 126 Wohnung mit je zwei Räumen auf etwa 42 m² untergebracht und für ledige Arbeiter bestimmt. Belegt waren die Wohnungen zeitweise mit bis zu sechs oder sieben Personen. Beide Zimmer waren durch einen kleinen Flur erschlossen und hatten einen Zugang zum Kamin. Die 36 Wohnungen der anderen beiden Häuserblocks waren etwas größer und hatten drei und vier Zimmer. Alle Obergeschosse waren nur durch eine Außentreppe zu begehen, und zwar versetzt zu den Erdgeschosseingängen auf der gegenüberliegenden Hausseite. Beide Zugänge hatten ein Podest, von dem man über je eine Tür zu einer der beiden Wohnungen gelangte, das aber auch als balkonartiger Austritt genutzt wurde. Toiletten waren ausschließlich über das Außengelände in separaten Häuschen zwischen den Schmalseiten der Häuser erreichbar.
Mehrere Gemeinschaftseinrichtungen, wie eine Konsumanstalt, ein Kohlenverkauf, eine Menage (Gebäude zur Verpflegung lediger Arbeiter), ein Schuster, eine Feuerwache und das Gebäude der Industrieschule inmitten der Kolonie prägten ihren Charakter. 1877 wurde die Konsumanstalt eine Zeit lang auch Nichtbewohnern der Kolonie Nordhof zugänglich gemacht. Die Industrieschule war ausschließlich schulpflichtigen Mädchen der Mitarbeiter der Gussstahlfabrik vorbehalten. Im Jahre 1890 besuchten im Nordhof durchschnittlich 785 Schülerinnen diese Schule, die in Handarbeiten unterrichtet wurden.

## Heutiger Zustand
Um 1914 wurde die Arbeiterkolonie Nordhof aufgrund von Fabrikerweiterungen niedergelegt. Von der ehemaligen Arbeiterkolonie sind keine Überreste mehr vorhanden. Auch vom ehemaligen Bahndamm, der etwa westlich des heutigen Verlaufs der Mittelstraße lag und einst die Kolonie vom Fabrikgelände trennte, existiert nur noch die für Fußgänger umgestaltete Brücke über die Altendorfer Straße. Nach dem Zweiten Weltkrieg entwickelte sich auf dem Gelände, das zu Essens Industrie- und Arbeiterviertel Segeroth gehörte, in teils sporadisch errichteten Nachkriegsbauten ein Rotlichtmilieu, das dort bis heute nördlich der Nordhofstraße existiert.